# Hafen Anibare
Koordinaten: 0° 32′ 13″ S, 166° 57′ 1,4″ O

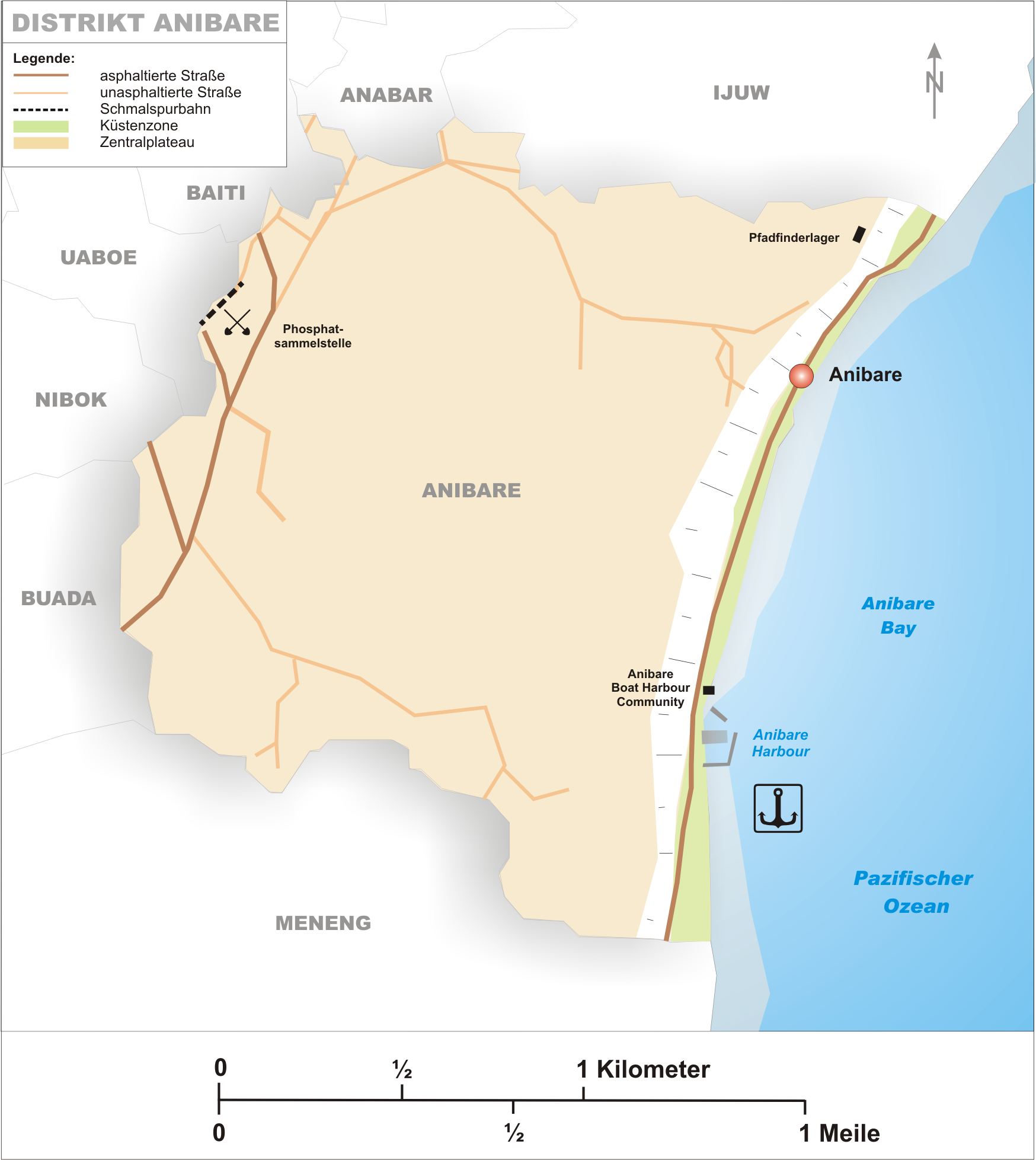
Lage

Der Hafen von Anibare (engl. Anibare Harbour) ist ein Seehafen in Nauru; er befindet sich an der Anibare-Bucht in Anibare. Er dient neben dem Industrie- und Haupthafen in Aiwo als weiterer Seehafen für Fischerboote und die Fischfangindustrie. Der Hafenbau wurde im Februar 2000 begonnen und im September 2000 fertiggestellt. Die Inhaber des Hafens sind die nauruische Regierung und die Anibare Boat Harbour Community (ABHC). Finanziert wurde das rund 10 Millionen A$ teure Projekt von der japanischen Regierung.
Vor dem Bau wurden sieben Orte an der nauruischen Küste untersucht, wobei man sich vor allem deshalb für die Anibare-Bucht entschied, weil bereits ein Kanal vorhanden war, der schon für die Fischerei errichtet und genutzt wurde; er musste jedoch noch verbreitert und vertieft werden. Außerdem waren auch die geographischen und geologischen Bedingungen wie Windstärke, Lage, Fischvorkommen, Erosion und Morphologie sehr günstig. Der Hafen unterbricht aber auch die südliche Hälfte des einzigen größeren Strandes in Nauru, was für den Tourismus und das Menen Hotel, welches südlich des Hafens am Kap Menen liegt, etwas den Reiz des Strandes nimmt. Jedoch ist auch gerade die Nähe zum Hotel ein touristisch interessanter Aspekt.
Die Hafeneinrichtungen beinhalten ein mit Stahlbalken eingedämmtes Hafenbecken, in dem die Boote verankert werden, zwei Navigationshilfseinrichtungen und Beleuchtungsmarkierungen, eine Bootsrampe, einen Wellenbrecher, einen Parkplatz für Bootsanhänger und Zufahrtsstraßen. Das Hafenbecken wird auch als öffentliches Badebecken genutzt.
Siehe auch: Hafen von Aiwo, Wirtschaft von Nauru, Portal:Nauru